# Langley (eenheid)
De langley (Ly) is een eenheid van energiedistributie over een gebiedsoppervlak. Het wordt voornamelijk gebruikt in stralingsmetingen, bijvoorbeeld om zonnestraling te meten. De eenheid is vernoemd naar de Amerikaanse astronoom Samuel Pierpont Langley in 1947.
Een langley is:
- 1 gramcalorie per vierkante centimeter, ofwel
  - 41868 J/m² (joule per vierkante meter)
  - ca. 11,63 Wh/m² (wattuur per vierkante meter)